# Guillaume De Greef
Guillaume De Greef (Brussel, 9 oktober 1842 - aldaar, 26 augustus 1924) was een Belgisch socioloog.

## Leven
De Greef was professor aan de rechtenfaculteit en aan de École des Sciences Sociales van de Université nouvelle de Bruxelles. Met Hector Denis richtte hij het dagblad La Liberté op, dat een proudhoniaanse strekking had. Hij was een positivist die zich inspireerde op de ideeën van Herbert Spencer en Karl Marx.
Een laan in Jette draagt zijn naam.

## Publicaties
- Les impôts de consommation, l'accise sur la bière, 1884
- L'Ouvrière dentellière en Belgique, 1886
- Introduction à la sociologie (2 vol.), 1886-89
- Les lois sociologiques, 1893
- Sociologie générale élémentaire, 1894-95
- L'Évolution des croyances et des doctrines politiques, 1895
- Le transformisme social, essai sur le progrès et le regrès des sociétés, 1895
- Problèmes de philosophie positive, 1900
- La sociologie économique, 1904
- Éloges d'Élisée Reclus et de Kellès-Krauz, 1906
- La structure générale des sociétés, 1907-08
- Précis de sociologie, 1909
- L'Économie publique et la science des finances, 1912-13
- L'Économie sociale d'après la méthode historique et au point de vue sociologique, 1921

## Voetnoten
1. ↑  Robert Kothen, Le socialisme. Histoire des théories sociales, 1946, p. 145